# Cộng hòa Nhân dân Mozambique
Cộng hòa Nhân dân Mozambique (tiếng Bồ Đào Nha: República Popular de Moçambique) là chế độ chính trị ở Mozambique từ năm 1975 để năm 1990, sau sự độc lập của đất nước sau chiến tranh giành độc lập Mozambique. Mặt trận Giải phóng Mozambique, sau đó sự định hướng của chủ nghĩa Marx-Lenin, cai trị như một đảng duy nhất. Tổng thống của Mozambique thời đó là Samora Machel, từ 1975 đến 1986, sau đó là Joaquim Chissano, từ 1986.
Từ năm 1977 cho đến khi thỏa thuận hòa bình và đổi tên đất nước vào năm 1990, lịch sử của nó được đánh dấu bằng cuộc nội chiến Mozambique, phản đối chính phủ với phiến quân RENAMO. Những khó khăn kinh tế và xã hội nghiêm trọng do cuộc xung đột gây ra, cũng như bối cảnh quốc tế được đánh dấu bởi sự sụp đổ của phần lớn các chế độ cộng sản, dẫn đến một sự tiến hóa dân chủ ở Mozambique, sau đó là một tiến trình hòa bình.

## Lịch sử

### Bồ Đào Nha cai trị và độc lập
Bồ Đào Nha thiết lập Lourenço Marques làm thủ đô của thuộc địa. Năm 1926, khủng hoảng chính trị và kinh tế tại Bồ Đào Nha dẫn đến thành lập Đệ nghị Cộng hòa (sau trở thành Estado Novo), và phục hồi quan tâm đến các thuộc địa tại châu Phi. Các yêu cầu về quyền tự quyết cho Mozambique gia tăng ngay sau Chiến tranh thế giới thứ hai, trong bối cảnh độc lập được trao cho nhiều thuộc địa khác trên toàn cầu trong làn sóng phi thực dân hóa.

### FRELIMO nổi dậy
Bồ Đào Nha xác định Mozambique là một lãnh thổ hải ngoại vào năm 1951 nhằm thể hiện với thế giới rằng thuộc địa đã có quyền tự chủ lớn hơn. Lãnh thổ được gọi là Tỉnh hải ngoại Mozambique. Tuy nhiên, Bồ Đào Nha vẫn duy trì quyền kiểm soát mạnh mẽ đối với tỉnh hải ngoại này. Ngày càng có nhiều quốc gia châu Phi mới độc lập sau Chiến tranh thế giới thứ hai, cộng thêm ngược đãi liên tục cư dân bản địa, xúc tiến cảm tình dân tộc chủ nghĩa tại Mozambique.

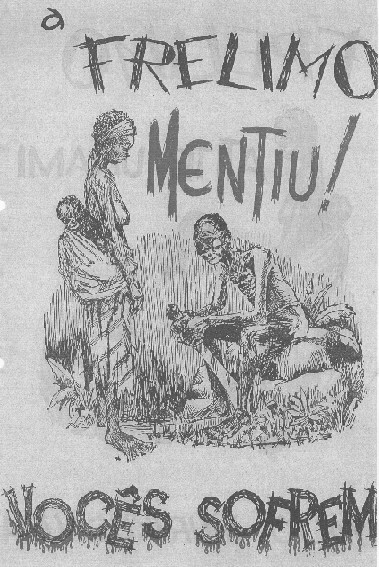
Một tờ rơi tuyên truyền của Bồ Đào Nha, thả từ máy bay: "FRELIMO lừa dối! Bạn đau khổ".

Mozambique có đặc trưng là chênh lệch lớn giữa người Bồ Đào Nha thịnh vượng và đa số cư dân người Phi bản địa phần lớn cư trú tại nông thôn. Người Phi bản địa phần lớn là người mù chữ và duy trì các truyền thống và phương thức sinh hoạt của mình, họ hiếm khi tiếp cận được với các cơ hội công việc có kỹ năng và vai trò trong quản trị và chính phủ, khiến họ có ít hoặc không có cơ hội tiến vào sinh hoạt hiện đại đô thị. Nhiều cư dân bản địa nhận định văn hóa và truyền thống của họ bị văn hóa ngoại lai từ Bồ Đào Nha lấn át.
Những người bất đồng chính kiến lên tiếng phản đối sự cai trị của Bồ Đào Nha và yêu sách độc lập thường bị buộc phải lưu vong. Chính phủ Bồ Đào Nha buộc các nông dân Mozambique trồng lúa gạo hoặc bông để xuất khẩu, cấp tiền lời ít ỏi khiến nông dân khó khăn để chu cấp cho bản thân. Nhiều người lao động khác—trên 250.000 vào năm 1960—bị đưa đến các mỏ kim cương hay vàng. Đến năm 1950, chỉ có 4.353 trong số 5.733.000 người Mozambique được chính phủ thực dân Bồ Đào Nha cấp quyền bỏ phiếu.
Mặt trận Giải phóng Mozambique hay FRELIMO hình thành tại Dar es Salaam, Tanzania, vào ngày 25 tháng 5 năm 1962. Tổ chức được lập ra trong một hội nghị gồm các nhân vật chính trị bị buộc phải lưu vong, bằng cách hợp nhất các tổ chức dân tộc chủ nghĩa hiện hữu. Các phong trào chính trị như vậy chỉ có thể phát triển trong cảnh lưu vong, do Bồ Đào Nha kìm kẹp khắc nghiệt hoạt động bất đồng quan điểm tại Mozambique. Năm 1963, FRELIMO lập trụ sở tại Dar es Salaam, Tanzania, dưới quyền lãnh đạo của nhà xã hội học Eduardo Mondlane, và bắt đầu yêu cầu độc lập từ Bồ Đào Nha.
Liên Hợp Quốc cũng gây áp lực lên Bồ Đào Nha để tiến hành phi thực dân hóa. Bồ Đào Nha đe dọa rời khỏi NATO, do vậy tổ chức này ngưng ủng hộ và áp lực, các nhóm dân tộc chủ nghĩa tại Mozambique buộc phải chuyển sang nhận giúp đỡ từ khối cộng sản.